# Prunus prostrata
Prunus prostrata (hay anh đào núi, anh đào đá, anh đào bò) là một loại cây bụi rụng lá thuộc chi Mận mơ, sống ở vùng núi cao khoảng 2000 – 4000 m. Loài này có mặt ở các quốc gia như Israel, Algeria, Maroc, Tunisia, Syria, Thổ Nhĩ Kỳ, Albania, Hy Lạp, Crete, Ý, Sardinia, Croatia, Pháp, Corse, Tây Ban Nha, Kavkaz, Iran, Kashmir và Afghanistan.

## Mô tả
P. prostrata có thể đạt tới chiều cao 1 m, các nhánh lan rộng từ 15 đến 30 cm, thường mọc từ những các khe nứt trên các bề mặt. Hoa của nó thường bám trên bề mặt sườn núi, thường phủ tuyết trông rất đẹp. Vỏ cây màu đỏ nâu. Lá hình trứng, có răng cưa và phủ một lớp lông mịn trên mặt. Hoa của P. prostrata có màu hồng tươi, nở vào tháng 4 và 5, mọc gần cuống. Một hoa có tới 22 - 24 nhị. Quả tròn màu đỏ, thịt mềm, chín vào tháng 7. Tuy nhiên vị của nó không được con người ưa chuộng. Loài P. prostrata này chủ yếu được trồng làm cảnh vì màu sắc hồng tươi của hoa, hoặc để lai tạo với các loài khác.

## Phân loại
Nhà thực vật học người Pháp Jacques Labillardière đã đặt cái tên Prunus prostrata cho loài cây này sau khi ông trở về từ một chuyến khảo sát các loài thực vật ở Trung Đông. Prostrata có nghĩa là "nằm trên mặt đất", chỉ sự bò lan của loài cây này.

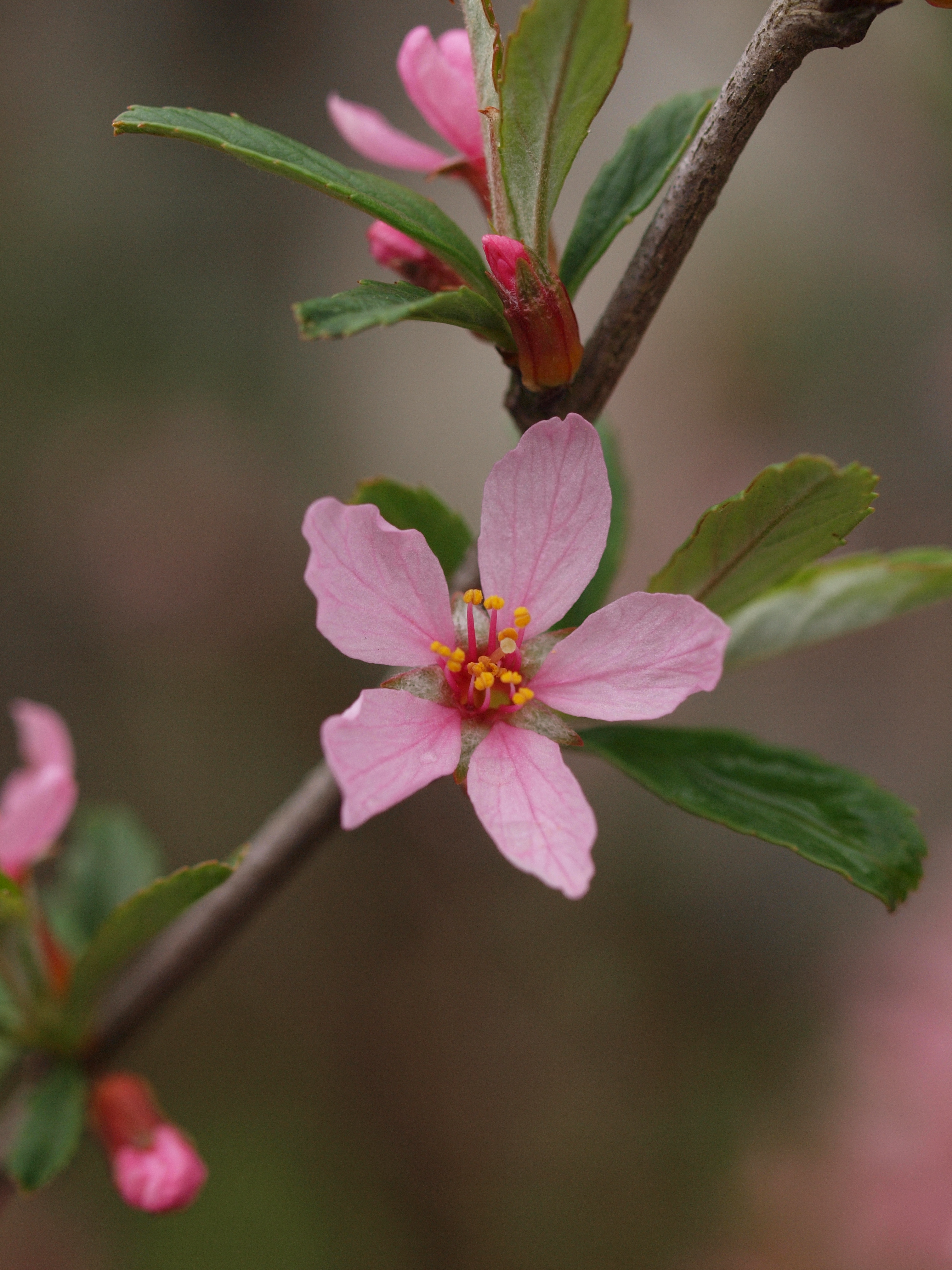
Hoa của Prunus prostrata